# Strażnica WOP Polanowice
Strażnica Wojsk Ochrony Pogranicza Markosice/Polanowice – zlikwidowany podstawowy pododdział Wojsk Ochrony Pogranicza pełniący służbę graniczną na granicy z Niemiecką Republiką Demokratyczną i Republiką Federalną Niemiec.

Strażnica Straży Granicznej w Polanowicach – zlikwidowana graniczna jednostka organizacyjna Straży Granicznej realizująca zadania bezpośrednio w ochronie granicy państwowej z Republiką Federalną Niemiec.

## Formowanie i zmiany organizacyjne

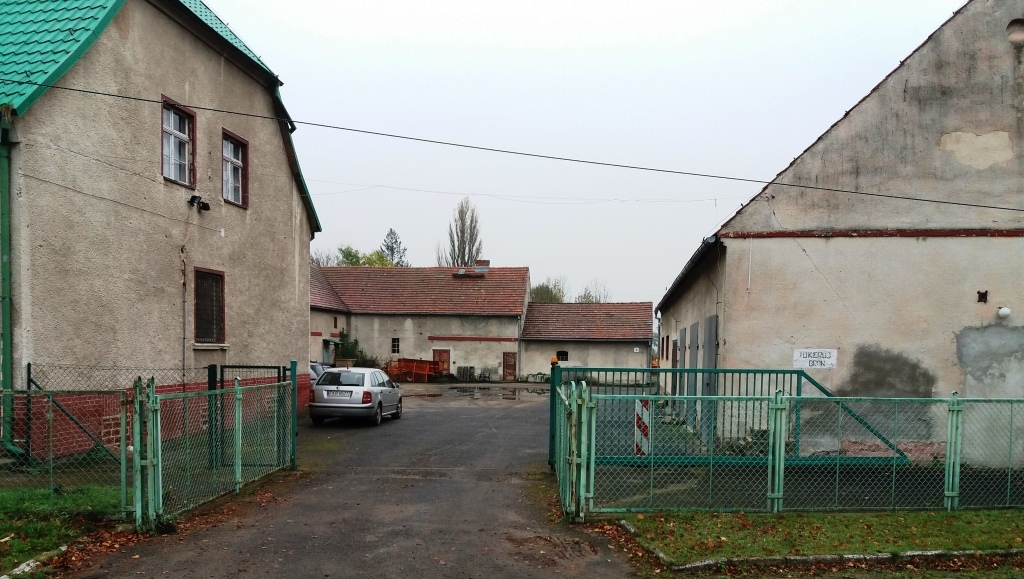
Budynki byłej strażnicy w Polanowicach (październik 2017)

Strażnica została sformowana w 1945 w strukturze 6 komendy odcinka jako 28 strażnica WOP (Markersdorf) o stanie 56 żołnierzy. Kierownictwo strażnicy stanowili: komendant strażnicy, zastępca komendanta do spraw polityczno-wychowawczych i zastępca do spraw zwiadu. Strażnica składała się z dwóch drużyn strzeleckich, drużyny  fizylierów, drużyny łączności i gospodarczej. Etat przewidywał także instruktora do tresury psów służbowych oraz instruktora sanitarnego.
W 1947 rozwiązano 6 komendanturę odcinka Sękowice i jej 26 i 29 strażnicę Pozostałe strażnice przejęła 7 komenda odcinka w Gubinie.
W związku z reorganizacją oddziałów WOP, 24 kwietnia 1948 28 strażnica OP Polanowice kategorii IV została włączona w struktury 32 batalionu Ochrony Pogranicza, a 1 stycznia 1951 92 batalionu WOP w Gubinie.
Od 15 marca 1954 wprowadzono nową numerację strażnic. Strażnica WOP Polanowice III kategorii otrzymała numer 36 w skali kraju. 
W 1956 rozpoczęto numerowanie strażnic na poziomie brygady. Strażnica WOP Polanowice II kategorii miała nr 9 w 9 Brygadzie Wojsk Ochrony Pogranicza.
1 stycznia 1961 funkcjonowała jako 13 strażnica WOP III kategorii Polanowice w strukturach 92 batalionu WOP, a 1 stycznia 1964 jako 12 strażnica WOP Polanowice lądowa III kategorii. Natomiast w marcu 1968 jako strażnica techniczna WOP nr 11 Polanowice kategorii I .
W 1976 Wojska Ochrony Pogranicza przeszły na dwuszczeblowy system zarządzania. Strażnicę podporządkowano bezpośrednio pod sztab  Lubuskiej Brygady WOP w Krośnie Odrzańskim, a w 1984 w struktury nowo utworzonego batalionu granicznego  Lubuskiej Brygady WOP w Gubinie pod nazwą Strażnica WOP Polanowice lądowa. Po rozformowaniu Lubuskiej Brygady WOP, 1 listopada 1989 strażnica została włączona w struktury Łużyckiej Brygady WOP w Lubaniu Śląskim i tak funkcjonowała do 15 maja 1991 .
Straż Graniczna:
Po rozwiązaniu w 1991 Wojsk Ochrony Pogranicza, strażnica w Polanowicach weszła w podporządkowanie Lubuskiego Oddziału Straży Granicznej i przyjęła nazwę Strażnica Straży Granicznej w Polanowicach (Strażnica SG w Polanowicach).
W wyniku realizacji kolejnego etapu zmian organizacyjnych w Straży Granicznej, w 2002 Strażnica SG w Polanowicach była kategorii I.
W 2000 rozpoczęła się reorganizacja struktur Straży Granicznej związana z przygotowaniem Polski do wstąpienia, do Unii Europejskiej i przystąpieniem do Traktatu z Schengen. W wyniku tego, 2 stycznia 2003 nastąpiło zniesie Strażnicy SG w Strzegowie a ochraniany odcinek granicy oraz siły i środki przejęła Strażnica SG w Polanowicach.
16 marca 2009 na bazie połączenia załóg GPK SG w Gubinku i strażnic SG w: Strzegowie, Polanowicach, Gubinie i Żytowaniu, została utworzona Placówka SG w Zielonej Górze-Babimoście.

## Ochrona granicy
Straż Graniczna:
W 2003 Strażnica SG w Polanowicach ochraniała odcinek granicy długości 24845 m:
- Od znaku granicznego nr 364 do znaku gran. nr 404[16].

## Strażnice sąsiednie
- 27 strażnica WOP Późna ⇔ 29 strażnica WOP Polanowice – 1946
- 27 strażnica OP Strzegów kat. II ⇔ 30 strażnica OP Sękowice kat. IV – 24.04.1947
- 35 strażnica WOP Strzegów kat. II ⇔ 37 strażnica WOP Sękowice – 15.03.1954
- 8 strażnica WOP Strzegów kat. II ⇔ 10 strażnica WOP Gubin – 1956
- 14 strażnica WOP Strzegów kat. II ⇔ 12 strażnica WOP Sękowice kat. I – 1.01.1961
- 13 strażnica WOP Strzegów lądowa kat. II ⇔ 11 strażnica WOP Sękowice lądowa kat. I – 1.01.1964
- 12 strażnica WOP Strzegów techniczna kat. III ⇔ 10 strażnica WOP Gubin techniczna kat. I – 03.1968
- Strażnica WOP Strzegów lądowa ⇔ Strażnica WOP Gubin lądowa – lata 80. XX w.

Straż Graniczna:
- Strażnica SG w Strzegowie ⇔ Strażnica SG w Gubinie – 16.05.1991[13].

## Komendanci/dowódcy strażnicy
- por. Bolesław Mucha
- chor. Franciszek Stankiewicz
- sierż. Stanisław Wiśniewski (był w 1951)
- kpt. Stanisław Gozdek (1954–1974)
- kpt. Polanowski (od 1974)
- ppor. Leszek Zatorski.